# Coppa delle Coppe 2010-2011 (pallamano maschile)
La Coppa delle Coppe 2010-2011 è stata la 36ª edizione del secondo torneo continentale per club.
La formula del torneo prevedeva che tutti i turni di qualificazione siano disputati con incontri di andata e ritorno ad eliminazione diretta.

## Primo turno
| Squadra 1              | Totale  | Squadra 2                  | Andata  | Ritorno |
| ---------------------- | ------- | -------------------------- | ------- | ------- |
| Teamnetwork Albatro    | 36 - 71 | Moser Medical UHK Krems    | 16 - 35 | 20 - 36 |
| FIF Copenaghen         | 60 - 51 | HC Kehra                   | 28 - 27 | 32 - 24 |
| HK Drott Halmstad      | 54 - 52 | Pfadi Winterthur           | 28 - 25 | 26 - 27 |
| RK Zemaitijos Dragunas | 42 - 53 | Elverum Handball Herrer    | 19 - 26 | 23 - 27 |
| KH BESA Famiglia       | 30 - 87 | VfL Gummersbach            | 15 - 46 | 15 - 41 |
| Xico Andebol           | 60 - 57 | HC Lovcen                  | 34 - 32 | 26 - 25 |
| Budyvelnik             | 51 - 39 | RK Kastela Adriachem       | 33 - 20 | 18 - 19 |
| Kolubara               | 68 - 65 | European University Cyprus | 39 - 33 | 29 - 32 |
| Balatonfüredi KSE      | 55 - 35 | HC Olimpus-85-USEFS        | 27 - 16 | 28 - 19 |
| RK Maribor Branik      | 61 - 50 | HCB OKD Karvina            | 28 - 22 | 33 - 28 |
| HC Vardar PRO Skopje   | 71 - 42 | HC Berchem                 | 42 - 23 | 29 - 19 |
| A.C. Doukas            | 42 - 65 | Amaya Sport San Antonio    | 22 - 30 | 20 - 35 |
| UCM Sport RESITA       | 57 - 56 | ORLEN Wisla Plock          | 34 - 30 | 23 - 26 |
| Izmir BSB SK           | 51 - 60 | HC Izvidac                 | 28 - 29 | 23 - 31 |
| Tremblay en France     | 54 - 47 | FIQAS Aalsmeer             | 31 - 23 | 23 - 24 |
| Kaustik                | 78 - 58 | HK Iceland                 | 39 - 34 | 39 - 24 |

## Ottavi di finale
| Squadra 1               | Totale  | Squadra 2         | Andata  | Ritorno |
| ----------------------- | ------- | ----------------- | ------- | ------- |
| Xico Andebol            | 47 - 78 | VfL Gummersbach   | 20 - 29 | 27 - 39 |
| Amaya Sport San Antonio | 63 - 57 | HC Izvidac        | 36 - 29 | 27 - 28 |
| Tremblay en France      | 49 - 47 | Balatonfüredi KSE | 29 - 27 | 20 - 20 |
| Budyvelnik              | 47 - 60 | UCM Sport RESITA  | 16 - 33 | 31 - 27 |
| Elverum Handball Herrer | 60 - 58 | Kaustik           | 30 - 30 | 30 - 28 |
| Kolubara                | 53 - 72 | RK Maribor Branik | 26 - 40 | 27 - 32 |
| Moser Medical UHK Krems | 60 - 64 | HK Drott Halmstad | 31 - 29 | 29 - 35 |
| HC Vardar PRO Skopje    | 60 - 43 | FIF Copenaghen    | 33 - 20 | 27 - 23 |

## Quarti di finale
| Squadra 1            | Totale  | Squadra 2               | Andata  | Ritorno |
| -------------------- | ------- | ----------------------- | ------- | ------- |
| RK Maribor Branik    | 55 - 69 | Amaya Sport San Antonio | 28 - 34 | 27 - 35 |
| VfL Gummersbach      | 81 - 58 | Elverum Handball Herrer | 44 - 25 | 37 - 33 |
| HC Vardar PRO Skopje | 46 - 45 | UCM Sport RESITA        | 28 - 22 | 18 - 23 |
| HK Drott Halmstad    | 51 - 53 | Tremblay en France      | 26 - 31 | 25 - 22 |

## Semifinali
| Squadra 1               | Totale  | Squadra 2            | Andata  | Ritorno |
| ----------------------- | ------- | -------------------- | ------- | ------- |
| Amaya Sport San Antonio | 48 - 48 | Tremblay en France   | 27 - 23 | 21 - 25 |
| VfL Gummersbach         | 71 - 50 | HC Vardar PRO Skopje | 33 - 21 | 38 - 29 |

## Finali

### Finale di andata
| Tremblay-en-France 14 maggio 2011 | Tremblay en France | 28 – 30 | VfL Gummersbach | Palais des Sports |

### Finale di ritorno
| Gummersbach 21 maggio 2011 | VfL Gummersbach | 26 – 26 | Tremblay en France | Eugen-Haas-Halle |

## Campioni
| Vincitore della EHF Coppa delle coppe 2010-2011 |
| ----------------------------------------------- |
| VfL Gummersbach 4º titolo                       |